# Commissariat royal à la politique des immigrés
Ancêtre du Centre pour l'égalité des chances et la lutte contre le racisme, qui est un service public indépendant
créé par la loi du 15 février 1993, au niveau fédéral de la Belgique, né d'une volonté politique du Parlement et du Gouvernement fédéral belge.

## Ses missions essentielles étaient
- La lutte contre le racisme
- Service Discriminations Non Raciales
- Un observatoire des politiques d'intégration
- Les droits des étrangers et les nouvelles migrations
- Service de lutte contre la pauvreté, la précarité et l'exclusion sociale
- La traite des êtres humains